# Giuseppe Pella
Giuseppe Pella (18. dubna 1902 – 31. května 1981) byl italský křesťanskodemokratický politik. V letech 1953–1954 byl premiérem Itálie, v letech 1953–1954 a 1957–1960 byl ministrem zahraničních věcí, v letech 1947–1954, 1960–1962 a krátce roku 1972 ministrem financí a dalších ekonomických ministerstev (ministerstvo národního pokladu, ministerstvo rozpočtu, ministerstvo ekonomické rovnováhy). Od roku 1954–1956 byl předsedou Evropského parlamentu.
Do funkce premiéra se dostal roku 1953, když výsledek voleb zablokoval politickou scénu a on byl pověřen sestavit přechodnou vládu. Během krátké doby její existence nicméně stihl vyvolat spor s Titovou Jugoslávií o Terst, který měl po druhé světové válce status nezávislého území.
Patřil k pravicovému křídlu Křesťanskodemokratické strany (Democrazia Cristiana). Byl znám pro své liberální a monetaristické názory, které vyvolávaly odpor i u části jeho spolustraníků. Byl protivníkem koalice Křesťanskodemokratické strany se socialisty, na protest proti této spolupráci roku 1972 opustil politiku.